# کلیسورا (استان بلاگووگراد)
کلیسورا (به بلغاری: Klisura) یک منطقهٔ مسکونی در بلغارستان است که در شهرستان بلاگووگراد واقع شده‌است. کلیسورا ۱۹٫۱۳۶ کیلومتر مربع مساحت و ۲۷ نفر جمعیت دارد و ۹۹۰ متر بالاتر از سطح دریا واقع شده‌است.